# يوري دوخويان
يوري دوخويان (بالروسية: Юрий Рафаэлович Дохоян)‏ (ولد في 26 أكتوبر 1964) لاعب شطرنج روسي من أصل أرمني يحمل لقب أستاذ كبير.

## ألقاب
نال لقب أستاذ كبير عام 1988.

## إنجازات
فاز بالمركز الأول في دورة بوخارست 1986، والأول في دورة بلوفديف 1988، والثاني بالتعادل في دورة بودابست 1988، والثالث خلف سمبات لبوتيان وليف بساخيس في دورة يريفان 1988، والثالث في دورة سوتشي 1988، والأول بالتعادل مع فريسو نيبوير في دورة فيك آن زي 1989.

## تصنيف
بلغ تصنيف إيلو 2580 في يناير 2018، وفق تصنيفات الاتحاد الدولي للشطرنج - فيدي.

## روابط خارجية
- يوري دوخويان على موقع الاتحاد الدولي للشطرنج (الإنجليزية)
- يوري دوخويان على موقع مباريات الشطرنج (الإنجليزية)
- يوري دوخويان على موقع 365Chess.com (الإنجليزية)
- يوري دوخويان على موقع Chesstempo.com (الإنجليزية)